# Toc (protocol)
Het Toc-protocol, voluit Talk to OSCAR-protocol, is een open communicatieprotocol dat gebruikt wordt door enkele clients van AIM. Anno 2012 is versie 2 van het Toc-protocol actueel. Het protocol is nooit bekendgemaakt aan het grote publiek, wellicht vanwege de gebrekkige ondersteuning voor bestandsoverdrachten en onvolledige implementaties.
Het Toc-protocol gebruikt net als OSCAR vooral poort 9898, en voor authenticatie poort 5190.